# Flying Fish Cove
Flying Fish Cove (em chinês, 飛魚灣 e malaio, Pantai Ikan Terbang - em tradução livre: Enseada do Peixe Voador), é a capital da Ilha Christmas ou Ilha do Natal. Está localizada na parte nordeste da ilha. Em diversos mapas, está marcada apenas como The Settlement ("o povoado"). É um território pertencente à Austrália. Cerca de 800 habitantes residem na cidade, tendo a ilha cerca de 1600 habitantes.